# Olivier III de Rougé
Olivier III, sire de Rougé, de Derval, de La Chapelle-Glain, du Bouays et du Theil attesté de 1249 à 1289.

## Biographie
Olivier III de Rougé est le fils de Bonabes III de Rougé . Il participe à la septième croisade avec le roi Saint Louis et est en 1248 à Damiette en Égypte. En 1285, il fut un des 12 chevaliers bretons qui suivirent le roi de France Philippe III lors de la croisade d'Aragon.
Par son mariage avec Agnès de Derval et de Crévy, fille de Guillaume II de Derval attesté en 1235. Olivier III devint ainsi en 1275 seigneur de ce lieu, et adjoint à ses noms, armes et titres ceux de la maison de Derval. De cette union naissent .
- Guillaume Ier, seigneur de Rougé et de Derval, attesté en 1331.
- Jean, chevalier attesté en 1314 et seigneur de La Chapelle-Glain,

## Article lié
- Liste des seigneurs de Rougé

## Source
- Frédéric Morvan, « Au cœur de l’entourage des ducs de Bretagne, Thibaud de Derval (vers 1280 - vers 1330), vicomte de Donges, seigneur de Rochefort », 2010,[lire en ligne], consulté le 26 octobre 2013.
- Frédéric Morvan la Chevalerie de Bretagne et la formation de l'armée ducale 1260-1341 Presses Universitaires de Rennes, Rennes 2009,  (ISBN 9782753508279) « Généalogie n°36 : les Rougé ».